# Victor Dreke
Víctor Emilio Dreke Cruz (né le 10 mars 1937 à Sagua La Grande) est un général cubain, membre du parti communiste.
Pendant la  révolution cubaine en 1959 et les années qui suivirent, il a été un des dirigeants de la guerre contre les bandits, un conflit contre des forces anti-communistes appuyées par la CIA.
En 1965, Victor Dreke est un des commandants de la guérilla avec Che Guevara en République démocratique du Congo, sur demande de Fidel Castro.
Après l'échec de celle-ci, Dreke retourne en Afrique de 1966 à 1968 pour diriger l'expédition militaire cubaine en Guinée-Bissau et au Cap-Vert, où il aide les indépendantistes et Amílcar Cabral contre le Portugal. Il mène aussi une expédition en Guinée.
Víctor Dreke est un ami des partis socialistes et communistes des États-Unis où a été publiée son autobiographie.
Il est vice-président de l'association d'amitié Cuba-Afrique. 